# Haec dies
Haec dies è un responsorio graduale che appartiene alla liturgia dell'Ottava di Pasqua. 

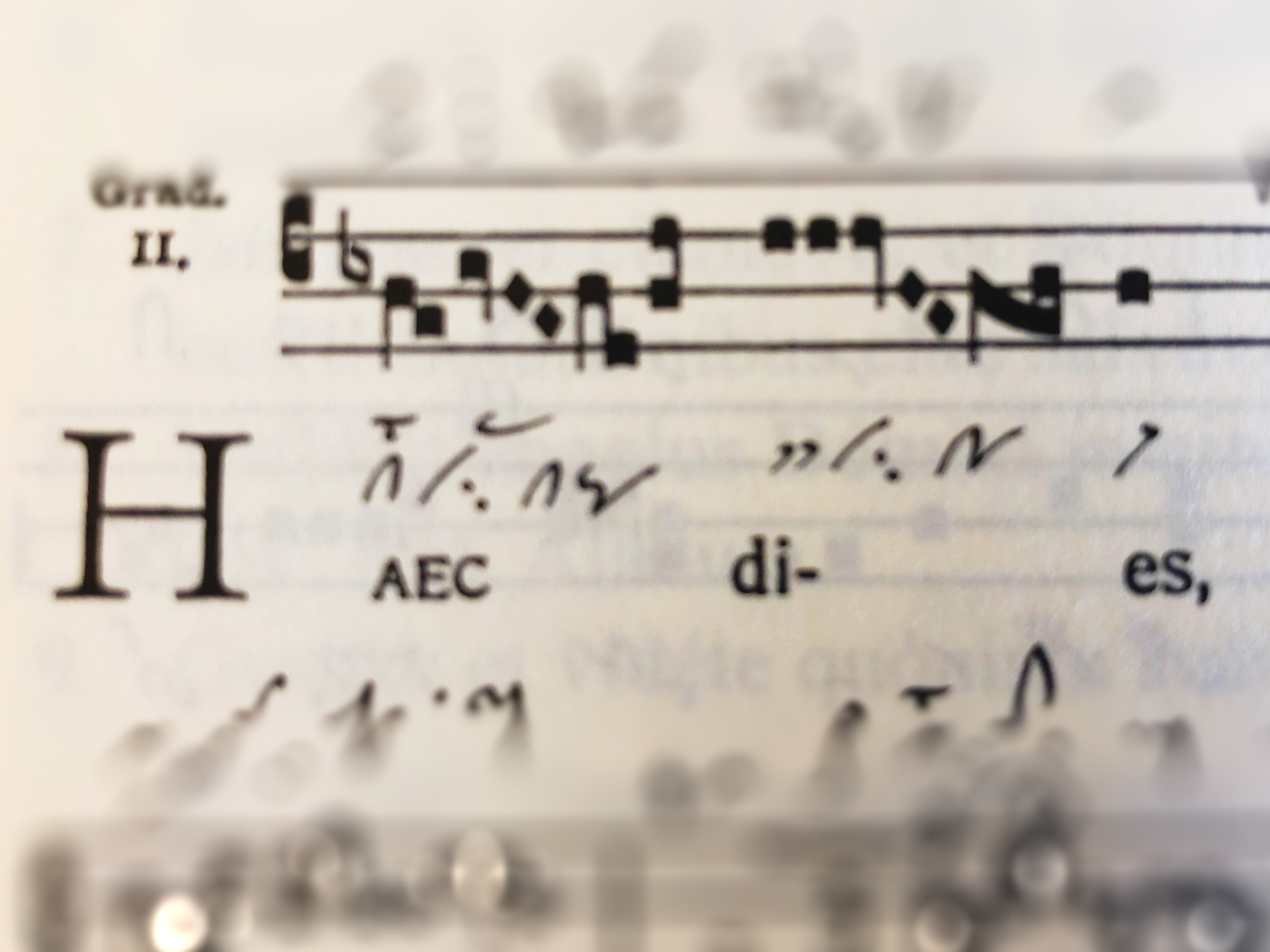
Incipit dell'introito pasquale Haec Dies.

Dalla Missa in Die del giorno di Pasqua fino alla Feria sexta infra octava Paschae, il canto interlezionario che "risponde" alla lectio è, nel Graduale Romanum, il Salmo 118 (117). In ogni giorno di questo "unico giorno solenne", infatti, si canta il Responsorium "Haec dies quam fecit " con un Versus diverso per ogni feria. L'attuale distribuzione dei versi di questo graduale con l'invarianza del suo responsum testimonia un processo di evoluzione liturgica dell'uso di questo genere musicale. Originariamente, infatti, si tratta di una forma pienamente responsoriale in cui l'assemblea avrebbe risposto ai versi del solista con il responsum.
Mentre l'inizio della liturgia della Messa del giorno di Pasqua è caratterizzato per un tono sobrio e ancora avvolto dal mistero e dalla incomprensione del mattino di Pasqua, sottolineati dal IV modo gregoriano, la gioia vera e propria, musicalmente parlando, esplode nel Responsorio: è il vero jubilus pasquale, esultiamo e ci rallegriamo in questo giorno nuovo poiché Dio è buono, ha svegliato il Figlio dal sonno della morte.
Proprio poiché è stupenda per noi questa mirabile sapienza del Padre, questo canto di letizia accompagna tutta l'ottava “quia illi septem dies sunt quasi una dies dominica”, come commentò Guglielmo di Auxerre.
Come Prepositino da Cremona sottolinea, in questo graduale la Chiesa invita all'esaltazione e alla lode "pro immolatione autem et resurrectione nostri Agni" e si canta per tutta tutta la settimana poiché "quasi unus dies reputato".

## Testo

### Responsum
exsultemus et laetemur in ea.

(Ps. 118, 24)»
esultiamo e rallegriamoci in esso 
(Sal 118, 24)»

### Versi

#### Dominica Resurrectionis
Haec dies - Confitemini
quoniam in saeculum misericordia eius.

(Ps. 106,1)»
perché la sua bontà dura in eterno.

(Sal 106)»

#### Feria II infra octavam Pascahe
Haec dies - Dicant nunc, quoniam bonus
quoniam in saeculum misericordia eius.

(Ps. 118,2)»
perché la sua misericordia è per sempre.

(Sal 118,2)»

#### Feria III infra octavam Pascahe
Haec dies - Dicant nunc, qui redempti
quos redemit de manu inimici,

et de regionibus congregavit eos.

(Ps. 107,2-3a)»
ch'egli liberò dalla mano dell'avversario

e riunì da tutti i paesi

(Sal 107, 2-3a)»

#### Feria IV infra octavam Pascahe
Haec dies - Dextera
dextera Domini exaltavit me.

(Ps 118, 16)»
la destra del Signore ha fatto meraviglie

(Sal 118, 16)»

#### Feria V infra octavam Pascahe
Haec dies - Lapidem
hic factus est in caput anguli.

A Domino factum est :

et est mirabile in oculis nostris.

(Ps 118, 22-23)»
è divenuta testata d'angolo;

ecco l'opera del Signore: 

una meraviglia ai nostri occhi.

(Sal 118. 22-23)»

#### Feria VI infra octavam Pascahe
Haec dies - Benedictus
Benediximus vobis de domo Domini :

Deus Dominus, et illuxit nobis.

(Ps. 118, 26-27a)»
Vi benediciamo dalla casa del Signore;

Dio, il Signore è nostra luce.

(Sal 118, 26-27a)»

### Libri per il canto liturgico
- Graduale Triplex, Moines de Solesmes, 1979 p. 196
- Gregorien.info - Partitions, avec révision de la mélodie, Académie de chant grégorien
- Graduale Novum de Dominicis et Festis, GÖSCHL, Johannes Berchmans, et alii, 2011 p. 166
- Graduale restitutum - gregor-und-taube.de, Anton STINGL, jun.

### Fonti medievali
- Bamberg, Staatsbibliothek lit. 6 f. 40v Bavaricon p. 85
- Bamberg, Staatsbibliothek lit.7 f. 39r Bavaricon p. 80
- Benevento, Biblioteca Capitolare 33 f. 82v
- Benevento, Biblioteca Capitolare 34 f. 125
- Bruxelles, bibliothèque royale 10127-44 - Mont-Blandin AMS 80
- Chartres, Bibliothèque municipale 47 - Graduel f. 32r
- Cambrai, Bibliothèque municipale 0075 (0076) - St-Vaast d’Arras f. 85r
- Cologny (Genève), Bibliotheca Bodmeriana C 74 - St. Cecilia in Trast. f. 79v
- Graz, Universitätsbibliothek 807 f. 103
- Laon, Bibliothèque municipale 239 f. 108 Facsimilé p. 103
- Montpellier, Bibliothèque de l'Ecole de Médecine H 159 f. 83v autre numérotation: 156
- Monza, Basilica di S. Giovanni Battista - Biblioteca Capitol - Cant. Monza AMS 80
- Paris, Bibliothèque nationale de France 776 - Albi f. 71v
- Paris, Bibliothèque nationale de France lat. 903 - Saint-Yrieix f. 152
- Paris, Bibliothèque nationale de France lat 9434 - St-Martin de Tours f. 121r
- Paris, Bibliothèque nationale de France lat. 12050 - Ant. Corbie AMS 80
- Paris, Bibliothèque nationale de France lat. 17436 - Compiègne AMS 80
- Paris, Bibliothèque nationale de France lat 18010 - Gr. Corbie f. 25r
- Paris, Bibliothèque Sainte-Geneviève 111 - Senlis AMS 80
- Sankt-Gallen, Stiftsbibliothek 339 f. 107 Facsimilé p. 76
- Sankt-Gallen, Stiftsbibliothek 359 - Cantatorium f. 107
- Sankt-Gallen, Stiftsbibliothek 376 p. 199
- Zürich, Zentralbibliothek Rh. 30 - Gr. Rheinau AMS 80